# Pod fortificat (vamă)

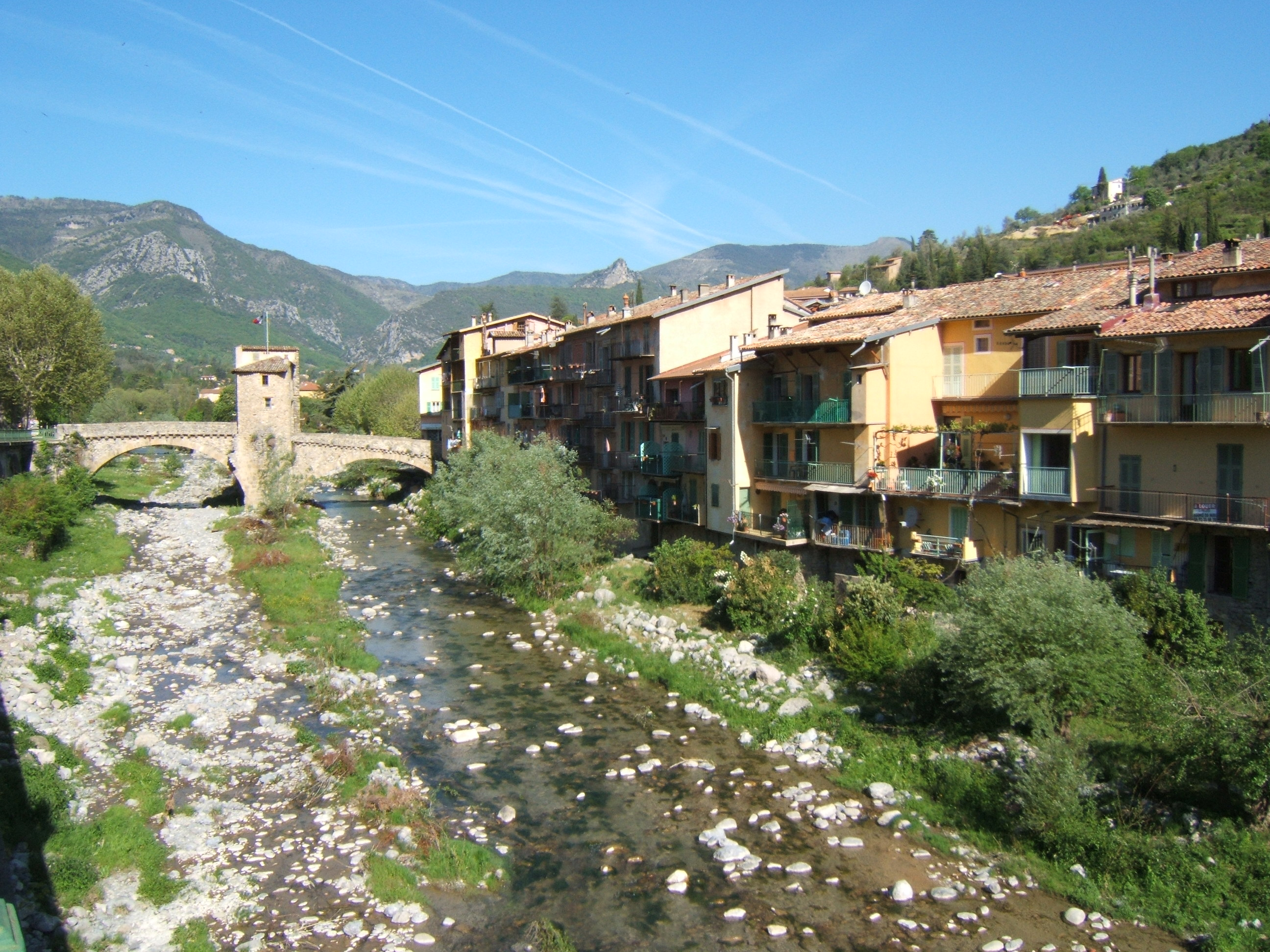
Podul Vechi de la Sospel

Podurile fortificate, a căror existență este cunoscută cu mult înainte de invazia Galiei de către Iulius Cezar, sunt elemente importante ale unei fortificații.

## Istoric
Podurile fortificate au evoluat de-a lungul timpului.

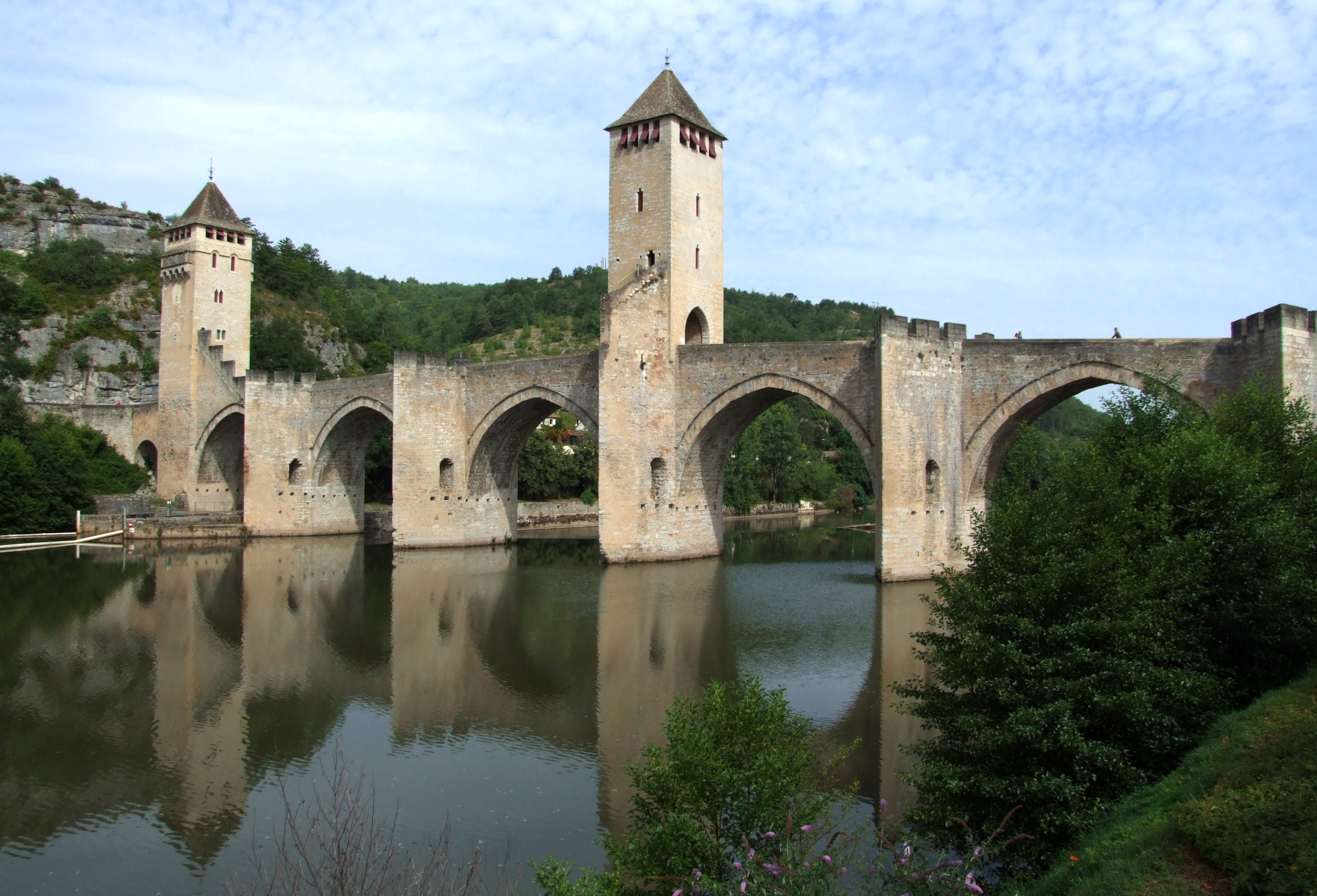
Podul Valentré la Cahors

În comentariile sale, Iulius Cezar menționează cum să se construiască rapid un pod fortificat și să se adauge câteva mijloace de apărare.
În Evul Mediu, un număr mare de poduri au fost fortificate fie la capetele lor, fie pe podul în sine și au fost numite în mod obișnuit castele precum Grand Châtelet și Petit Châtelet din Paris care păzeau fluviul Sena.

## Lista podurilor fortificate
Lista podurilor existente și a celor care pot fi găsite pe cărți poștale, tablouri etc.
- Podul Valentré, la Cahors

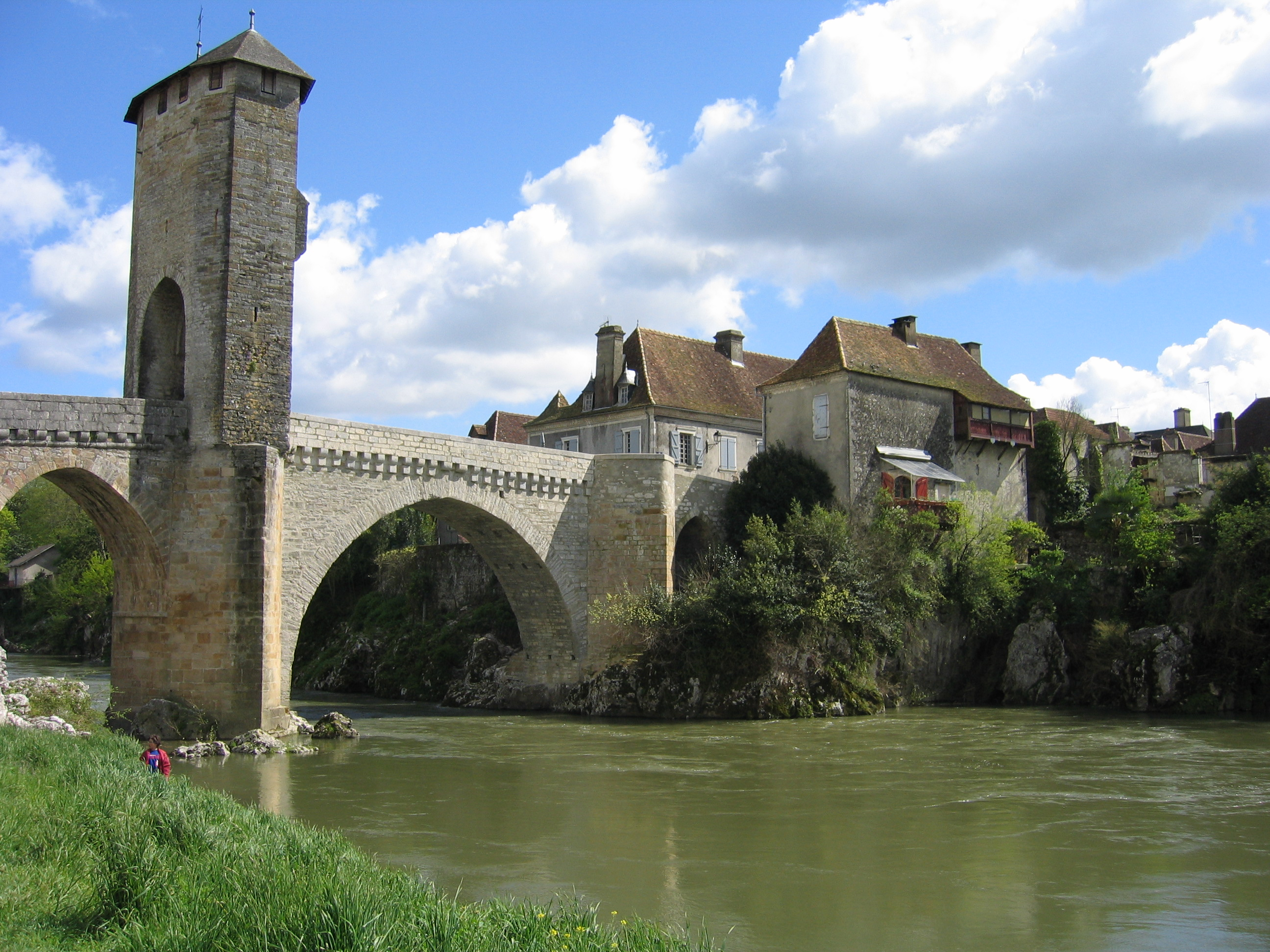
Podul Vechi de la Orthez

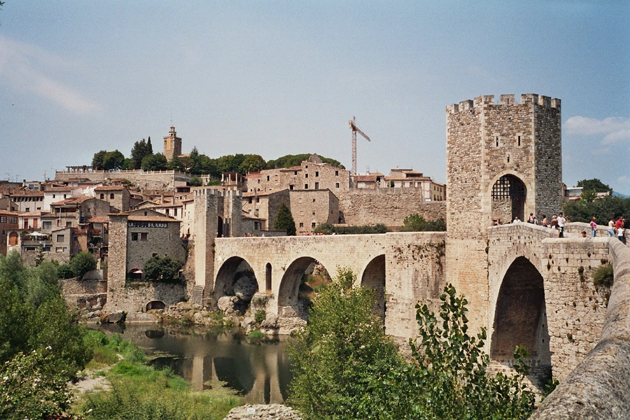
Pod fortificat din Besalu pe Fluvia în Spania

- Podul Porții Guillaume din Chartres
- Podul Entrevaux
- Podul Espalion
- Podul Kaysersberg pe Weiss
- Podul fortificat de pe Seille de la Poarta germanilor din Metz
- Podul fortificat pe Paillon din Nice (nu mai există)
- Podul Orthez pe Gave de Pau
- Podul Saint-Jacques din Parthenay
- Podul din Pernes-les-Fontaines
- Podul Vechi din Poissy
- Podul fortificat din Pont-de-l'Arche[1]
- Podul din Les Ponts-de-Cé
- Podul Legendei din Sauveterre-de-Béarn
- Podul Vechi din Sospel, pe Bevera[2]
- Podul Turnurilor din Tournai (Belgia)
- Podul Sainte Catherine dn Troyes
- Podul Castel din Valeggio sul Mincio (Italia)
- Pod fortificat din Besalu pe Riu Fluvia în Spania
- Podul acoperit la Strasbourg